# La corriera fantasma
La corriera fantasma (The Phantom Stagecoach) è un film del 1957 diretto da Ray Nazarro.
È un film western statunitense con William Bishop, Kathleen Crowley e Richard Webb.

## Trama
Joe Patterson gestisce il servizio di diligenze in una zona del West, ma è in serie difficoltà perché Maroon, il concessionario del servizio merci, fa di tutto per ostacolarlo. Fingendosi amico di Patterson, in realtà Maroon invia alcuni uomini ad assaltare le carrozze per rendergli impossibile il servizio e mettersi al suo posto. Per arrivare al suo obiettivo, assolda anche Tom Bradley, conducente di una diligenza e quindi dipendente di Patterson.
Un giorno Glen Hayden, ispettore che viaggia in incognito su una corriera, mette in fuga gli assalitori e poi offre il suo servizio a Patterson come guidatore.
Intanto Maroon fa assalire la diligenza guidata da Bradley da un carro blindato entro cui sono nascosti i "briganti". Il carro blindato tuttavia rimane incastrato tra le rocce e il piano non riesce.
Per far fallire definitivamente il piano di Maroon, Glen si reca alla sua fattoria e lo sorprende mentre smonta il carro blindato per farlo trasportare oltre confine. Tom Bradley, pentito per il tradimento, collabora con la legge e fa arrestare tutti i banditi. Ora Patterson potrà assicurare un servizio regolare alle sue diligenze.

## Produzione
Il film, diretto da Ray Nazarro su una sceneggiatura di David Lang, fu prodotto da Wallace MacDonald per la Columbia Pictures Corporation e girato nell'Iverson Ranch a Chatsworth, Los Angeles, e nel Bronson Canyon, in California, dal 9 al 19 luglio 1956.

## Distribuzione
Il film fu distribuito con il titolo The Phantom Stagecoach negli Stati Uniti dal 1º aprile 1957 al cinema dalla Columbia Pictures.
Altre distribuzioni:
- in Finlandia il 4 dicembre 1964 (Aavevaunut)
- in Brasile (Diligência Fantasma)
- in Italia (La corriera fantasma)